# Орахове љуске
Орахова љуска је назив за род шкољки које имају примитивније одлике.

## Карактеристике
Имају велико стопало које им служи за кретање и закопавање у муљ или песак где обично живе. Имају пипке који излазе из љуштуре и имају улогу да сакупљају храну са подлоге, коју потом допремају до уснених или лабијалних пипака, чулних органа на стопалу. Шкрге служе искључиво за дисање, а респираторни ток иде од напред према назад.

## Станиште
Врло су честе у плиткој води.

## Врсте
Непотпуна листа врста:
- (неприхваћено име: )